# 森一郎
森 一郎（もり いちろう、1923年4月19日 - 1991年10月21日）は、日本の英語教師・俳人。

## 概要
奈良県出身。奈良県立畝傍中学、東京文理科大学卒業。奈良女子高等師範学校附属高等女学校（現・奈良女子大学附属中等教育学校）英語科教諭、東京都立日比谷高等学校英語科教諭、関西学院大学教授、奈良産業大学教授、中央ゼミナール講師を歴任。
日比谷高校時代にまとめた入試頻出順の英単語集である『試験にでる英単語』（青春出版社）の初版の1967年以降、2006年現在までに累計1500万部を超える大ベストセラーとなり、大学受験参考書・英単語集の金字塔を打ち立てた。1975年に第一回目の改訂が行なわれ、当時社会問題化した環境問題等に関する単語を追加し、時事英語試験への対策を強化した。その後も数回にわたって改訂された。著者・森一郎の病没後は、実息の森基雄（奈良産業大学経済学部教授）がその作業を担当した。
『試験にでる英単語』は、関東では『試験にでる英単語』で『でる単』、関西では『しけんにでる英単語』から『しけ単』と呼ばれて、世代を超えて親しまれている。

## 著作

### 大学受験参考書 （青春出版社）
- 『試験にでる英語』  1965年  ISBN 4413002326
- 『試験にでる英文法』  ISBN 4413002571
- 『試験にでる英文解釈』  ISBN 441300261X
- 『試験にでる英単語 -- 実証データで重大箇所ズバリ公開』 1975年 / (改訂新版) 1987/01  ISBN 441300244X
  - 『DX版 試験にでる英単語』  1997/06  ISBN 4413002970
  - 『CD付 耳から覚える試験にでる英単語』  2003/02 ISBN 4413003012
- 『試験にでる英熟語 -- 20 年間が実証する盲点のすべて』  / (増補改訂版) 1974年  ISBN 4413002474
  - 『DX版 試験にでる英熟語』  1997/06  ISBN 4413002989
  - 『CD付 耳から覚える試験にでる英熟語』  2004/02 ISBN 4413003020
- （森基雄） 『英単語はこう覚える -- アタマに残る 1062 語 この急所を知らないとど忘れ』  1993/06  ISBN 4413002954

### 大学受験参考書 （英潮社）
- 『入試英文法の原点』 1972年  ISBN 4268000100
- 『大学への英文法全出題』 1990/09  ISBN 4268000127
- 『入試英語長文読解の原点』 1990/09  ISBN 4268000119

### 大学受験参考書 （その他）
- 『英作文 基礎編 (高校英語セミナー)』 （開隆館出版、1991年） ISBN 4304010549

### 句集
- 『土蛙: 句集 (精選作家双書 27)』 （本阿弥書店、1990年）